# Románia a Junior Eurovíziós Dalfesztiválokon
Románia eddig hét alkalommal vett részt a Junior Eurovíziós Dalfesztiválon.
A román műsorsugárzó a Televiziunea Română, amely 1993 óta tagja az Európai Műsorsugárzók Uniójának, és 2003-ban csatlakozott a versenyhez.

## Története

### Évről évre
Románia egyike annak a tizenhat országnak, melyek részt vettek a legelső, 2003-as Junior Eurovíziós Dalfesztiválon. A verseny egyik legsikeresebb országa, mert egy kivétellel mindig a legjobb 10-ben végeztek: kétszer lettek tizedikek (2003, 2007), egyszer kilencedikek (2008), hazai pályán hatodikak (2006), egyszer ötödikek (2005), egyszer pedig negyedikek (2004), ami a legjobb eredményük. Eddigi legrosszabb helyezésük az utolsó hely, amit 2009-ben értek el.
A román műsorsugárzó 2010-ben visszalépett a versenytől, és mindmáig nem tért vissza.

### Nyelvhasználat
Románia eddigi hét dala teljes egészében román nyelvű volt.

## Résztvevők
| Év   | Előadó              | Dal                   | Magyar fordítás          | Helyezés | Pontszám |
| ---- | ------------------- | --------------------- | ------------------------ | -------- | -------- |
| 2003 | Bubu                | Tobele sunt viața mea | A dob az életem          | 10.      | 35       |
| 2004 | Noni Răzvan Ene     | Îți mulțumesc         | Köszönöm!                | 4.       | 123      |
| 2005 | Alina Eremia        | Țurai!                | Hé!                      | 5.       | 89       |
| 2006 | New Star Music      | Povestea mea          | Az én történetem         | 6.       | 80       |
| 2007 | 4Kids               | Sha-la-la             | Sálálá                   | 10.      | 54       |
| 2008 | Mădălina és Andrada | Salvați planeta!      | Mentsd meg a bolygót!    | 9.       | 58       |
| 2009 | Ioana Bianca Anuța  | Ai puterea în mâna ta | A hatalom a kezedben van | 13.      | 19       |

## Szavazás
Románia a következő országoknak adta a legtöbb pontot:
| #  | Ország           | Pont |
| -- | ---------------- | ---- |
| 1. | Fehéroroszország | 46   |
| 2. | Spanyolország    | 40   |
| 3. | Észak-Macedónia  | 32   |
| 4. | Ukrajna          | 27   |
| 5. | Belgium          | 23   |

Románia a következő országoktól kapta a legtöbb pontot:
| #  | Ország           | Pont |
| -- | ---------------- | ---- |
| 1. | Ciprus           | 47   |
| 2. | Spanyolország    | 42   |
| 3. | Észak-Macedónia  | 36   |
| 4. | Görögország      | 33   |
| 5. | Fehéroroszország | 22   |

## Rendezések
| Év   | Város             | Helyszín         | Műsorvezető(k)                   |
| ---- | ----------------- | ---------------- | -------------------------------- |
| 2006 | Románia, Bukarest | Sala Polivalentă | Andreea Marin Bănică, Ioana Ivan |

## Külső hivatkozások
- Románia profilja a junioreurovision.tv-n